# Dècada del 1360 aC

## Esdeveniments
- Vers 1360 aC, revolta a Núbia. Amenofis III envia a sufocar-la al seu fill, que hi posa final.
- Vers 1370-1360 aC, El Llevant egipci apareix dividit en tres circumscripcions: Amurru, capital Samur, al nord; Upe, capital Samid, a l'oest; i Gaza, capital Gaza, al sud (fins a Tir).
- Vers 1370-1360 aC, desenvolupament econòmic i social de les ciutats fenícies, especialment Biblos i Tir.
- Vers 1370-1360 aC Amenofis II amplia el temple de Karnak, el temple de Luxor, construeix el palau de Malqata amb un port no gaire llunyà, un pavelló una mica al sud a Kom al-Samak; i temple dedicat a Sobek a Sumeno (a uns vint quilòmetres al sud de Tebes). També s'alçaren diverses capelles a Núbia: a Quban, a Wadi es-Sebua, a Sedinga, a Soleb i a l'illa Tabo, a més d'edificis o esteles a Aniba, a Buhen, a Mirgissa, a Kawa i a Djebel Barkal.
- Vers 1360 aC Tudhalias III, suposat fill d'Arnuwandas I, succeeix a aquest en el tron (vers 1360? – 1344 aC).
- Vers 1360 aC Kadaixman-Enlil I I succeeix al seu pare Kurigalzu I
- Vers 1365 o 1360 aC, al regne de Mitanni escalata una revolta a la part oriental del país dirigida per Artatama II, fill de l'assassinat Artashumara, que va aconseguir el poder a Taite i la part oriental incloent Assíria, mentre a l'oest Tushratta va aconseguir mantenir el control, desempallegant-se del regent Udhi i els seus col·laboradors.

## Personatges destacats
- Artatama II de Mitanni